# Dixa corensis
Dixa corensis är en tvåvingeart som beskrevs av Peters 1992. Dixa corensis ingår i släktet Dixa och familjen u-myggor.
Artens utbredningsområde är Nordkorea. Inga underarter finns listade i Catalogue of Life.